# Мосхохори (дем Катерини)
Вижте пояснителната страница за други значения на Мосхохори.
Мосхохори (на гръцки: Μοσχοχώρι, катаревуса: Μοσχοχώριον, Мосхохорион, до 1962 година Δέκατο(ν) Χιλιόμετρο(ν), Декато(н) Хилиометро(н), тоест Десети километър) е село в Северна Гърция, в дем Катерини, област Централна Македония. 

## География
Селото е разположено на 10 km западно от Катерини по пътя за Еласона.

## История
Селото е основано след Гражданската война (1946 - 1949). В 1962 година е прекръстено на Мосхохори.
| Година    | 1913 | 1920 | 1928 | 1940 | 1951 | 1961 | 1971 | 1981 | 1991 | 2001 | 2011 | 2021 |
| --------- | ---- | ---- | ---- | ---- | ---- | ---- | ---- | ---- | ---- | ---- | ---- | ---- |
| Население |      |      |      |      |      | 470  | 452  | 511  | 464  | 500  | 516  | 462  |

## Личности
Родени в Мосхохори
- Димитрис Нациос, гръцки политик